# جون موت
جون موت (بالإنجليزية: John Mott)‏ هو عسكري أمريكي، ولد في 18 يونيو 1734 في بلدة ميدلتاون (نيو جيرسي) ‏ في الولايات المتحدة، وتوفي في 31 يناير 1804.